# Barbus zalbiensis
Barbus zalbiensis е вид лъчеперка от семейство Шаранови (Cyprinidae). Видът е уязвим и сериозно застрашен от изчезване.

## Разпространение
Разпространен е в Камерун, Централноафриканска република и Чад.

## Описание
На дължина достигат до 3,5 cm.